# Nadine Bilke

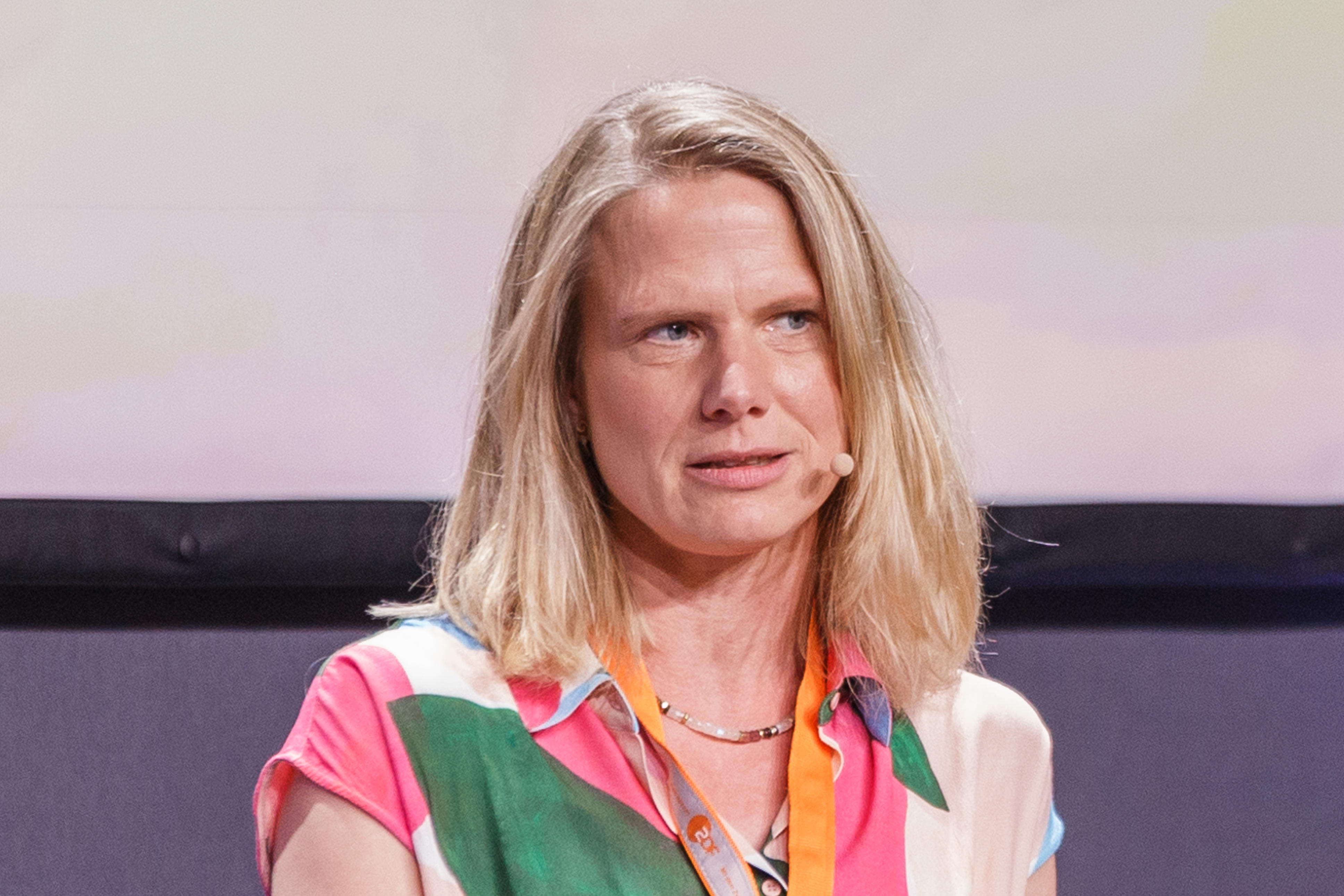
2022 auf der re:publica

Nadine Bilke (* 1976 in Recklinghausen) ist eine deutsche Journalistin und seit dem 1. Mai 2022 Programmdirektorin des ZDF.

## Leben und Wirken
Nach ihrem Abitur 1995 am Städtischen Gymnasium Haltern studierte Bilke bis 2001 an der Universität Dortmund Journalistik und schloss mit einer Arbeit über Friedensjournalismus ab. An der TU Dortmund war sie Redakteurin der Onlinestudentenzeitung Indonet. Anschließend arbeitete sie bis 2002 als freie Mitarbeiterin unter anderem für die Ruhr Nachrichten, Lüdenscheider Nachrichten, Radio Kiepenkerl und ZDFonline.
Nach dem Volontariat bei den Ruhr Nachrichten ging sie 1999 für ein Auslandsstudium nach Edinburgh an die Napier University. Ab 2002 war sie in der Redaktion Neue Medien des ZDF tätig. 2007 promovierte sie am Institut für Journalistik der Universität Dortmund mit der Dissertation Qualität in der Krisen- und Kriegsberichterstattung, für die sie im folgenden Jahr mit dem Christiane-Rajewski-Preis der Arbeitsgemeinschaft Friedens- und Konfliktforschung ausgezeichnet wurde.
Im selben Jahr wurde Nadine Bilke stellvertretende Leiterin der Redaktion von ZDF.de. Bilke leitete die interaktiven Sendungen zur Präsidentschaftswahl in den USA 2008 und zur Europawahl 2009. 2009 wurde sie zur Chefin vom Dienst und Planungschefin in der Hauptredaktion Neue Medien des ZDF, 2013 zu deren stellvertretenden Leiterin ernannt. Von August 2018 bis Juni 2022 war Bilke Programmchefin des Spartensenders ZDFneo. Unter ihrer Leitung wurde das Label Neoriginal für Eigenproduktionen eingeführt.
Am 8. April 2022 wählte der ZDF-Verwaltungsrat Bilke als Nachfolgerin des neuen Intendanten Norbert Himmler zur Programmdirektorin.

## Publikationen
- Friedensjournalismus: Wie Medien deeskalierend berichten können, agenda Verlag, Münster 2002
- Qualität in der Krisen- und Kriegsberichterstattung ein Modell für einen konfliktsensitiven Journalismus, VS Verlag für Sozialwissenschaft, Wiesbaden 2008
- Kriegsberichterstattung in: Handbuch Medienethik, VS Verlag für Sozialwissenschaft, Wiesbaden 2010
- Frieden und Journalismus in: Handbuch Frieden, VS Verlag für Sozialwissenschaft, Wiesbaden 2011